# Lee Hyeon-seo
Lee Hyeon-seo (이현서, née en janvier 1980, à Hyesan) est une transfuge et activiste nord-coréenne qui vit aujourd'hui en Corée du Sud où elle est étudiante. Elle sort seule de Corée du Nord à 17 ans par curiosité du monde extérieur avant d'aider sa famille à faire de même via la Chine et le Laos. Après sa découverte du monde, elle déclare : « Jusqu'à mes 17 ans, je pensais que la Corée du Nord était un paradis ! », « Nous n'avons appris que des choses fausses à l'école en Corée du Nord pendant toutes ces années. J’ai l’impression de venir d’une société ancienne et de manquer de temps pour tout apprendre », « Quand la frontière s'ouvrira de nouveau, ce sera le chaos pour les Nord-coréens qui se sont fait laver le cerveau. Ils auront besoin d'aide. Je pourrai les aider car j'aurai expérimenté tout cela, la démocratie, le capitalisme, le monde réel, avant eux. Tout ce que j'entreprends aujourd'hui me prépare à ce jour ».

## Premières années en Corée du Nord
Lee grandit à Hyesan. Lors d'une conférence TED en février 2013, elle déclare : « Quand j'étais jeune, je pensais que mon pays était le meilleur au monde ». « J'ai grandi en chantant une chanson appelée Rien à envier. Je me sentais très fière. Je pensais que ma vie en Corée du Nord était normale, même quand à 7 ans, j'ai vu ma première exécution publique », ce qui est obligatoire à partir de l'école primaire. Sa famille n'est pas pauvre, mais, après le début de la famine en Corée du Nord dans les années 1990, elle assiste à des scènes morbides de gisants et d'enfants perdus dans la rue.
Elle a plus tard présenté une lettre de la sœur d'un collègue où il est dit : « Quand tu liras ça, cinq membres d'une même famille auront disparu de ce monde parce que nous n'avons pas mangé depuis deux semaines… Nous sommes tous couchés sur la chaussée, et nos corps sont si faibles que nous sommes quasiment prêts à mourir ». Peu de temps après, Lee « voit un autre spectacle choquant près d'une gare ferroviaire – une femme couchée sur le sol, apparemment morte, avec un enfant affamé dans ses bras regardant son visage ». Elle déclare plus tard que « Personne ne les aidait parce qu'ils étaient tous préoccupés par leur sort et celui de leurs familles ». Habitant une ville frontalière avec la Chine, elle capte les ondes de la télévision étrangère où elle voit des gens porter des jeans, des bijoux, du maquillage, « En Corée du Nord, tout cela était interdit, c'étaient des éléments du capitalisme, donc de la déchéance ».

## Sortie de Corée de Nord

### En Chine
En 1997, Lee quitte seule la Corée du Nord, en traversant un fleuve de onze mètres de large, pour une échappée belle censée ne durer que quelques jours seulement. Sa fuite est cependant remarquée et le poids des soupçons est trop lourd pour prendre le risque d'un retour incognito. Sa mère lui a dit au téléphone de ne pas revenir en Corée du Nord. Elle finit par vivre chez des proches en Chine, pays qui fait la chasse aux transfuges, comme immigrante clandestine. Un jour, après avoir été dénoncée comme étant Nord-Coréenne, elle est interrogée par la police, et ses connaissances en chinois sur la Chine sont testées. Elle réussit les tests.

### En Corée du Sud
Après 10 années à cacher son identité et à vivre dans la peur en Chine, Lee réussit à rejoindre la Corée du Sud. Arrivée à l'aéroport international d'Incheon en janvier 2008, elle entre au bureau de l'immigration pour demander l'asile en tant que Nord-coréenne. Elle « est rapidement conduite dans une autre pièce », où des officiels inspectent ses papiers, lui demandent si elle est Chinoise, et l'« informent qu'elle risque d'être incarcérée pour une durée indéterminée et expulsée vers la Chine si elle est en violation de la loi coréenne ». Par ailleurs, si le gouvernement chinois apprend qu'elle n'est pas réellement citoyenne chinoise, elle sera emprisonnée, aura une lourde amende et sera renvoyée en Corée du Nord. « Elle leur demande d'appeler le National Intelligence Service, qui l'amène trois heures plus tard dans le centre-ville de Séoul ». Elle commence à étudier pour l'examen d'entrée à l'université.
Elle est soumise à un cours d'orientation pour la vie en Corée du Sud, puis reçoit une maison où vivre. Elle « a d'abord des sentiments mêlés de peur et d'excitation, mais s'installer s'est avéré être beaucoup plus difficile qu'[elle] ne l'avais prévu. [Elle] réalisa qu'il y avait un fossé entre le Nord et le Sud, allant de l'éducation aux différences culturelles et linguistiques. [Les coréens du Nord et du Sud] sont un peuple racialement homogène vu de l'extérieur, mais à l'intérieur, [ils] sont devenus très différents à la suite de ces 63 années de division ».
Elle subit également le racisme anti-nord-coréen, et pense parfois qu'« il serait tellement plus facile de retourner en Chine ». Après « une année de confusion et de désordre », cependant, elle « réussit finalement à trouver un sens à [sa] nouvelle vie ».

## Exfiltration de sa famille
Lee reçoit la nouvelle que la police nord-coréenne a intercepté l'argent qu'elle a envoyé à sa famille par le biais d'un commerçant. Son frère est interrogé et battu mais c’est sa mère qui finira par avouer, de peur de perdre son fils. Ils sont finalement relâchés sous la condition de ne rien dire, et que la police garde l'argent. Peu après Lee arrive à convaincre sa mère de quitter la Corée du Nord. Son frère, lui, souhaite rester car il est prêt à se marier et fait de bonnes affaires. Cependant alors que son frère aide sa mère à traverser pour rejoindre Lee sur la rive chinoise, ils sont repérés par la police nord-coréenne. Son frère n'a alors plus le choix et doit abandonner l'idée de revenir en Corée du Nord. Sa mère et son frère ne parlent ni ne comprennent le chinois.
Elle les a alors guidés dans un voyage de 3 000 km à travers la Chine, durant lequel ils « furent presque attrapés plusieurs fois ». Un jour, un policier les a interpellés et interrogés, et Lee lui a dit que sa famille ne comprenait pas parce qu'ils étaient sourds et muets. Il a cru cette histoire et les a laissés passer. À la frontière laotienne, Lee paie un commerçant pour faire emmener sa famille de l'autre côté jusqu'à l'ambassade de Corée du Sud à Vientiane. En route vers un aéroport en Chine pour retourner en Corée du Sud, elle est informée que sa mère et son frère « ont été attrapés quand ils ont traversé la frontière ».
Lee se rend au Laos où elle paie un pot-de-vin et sa famille est libérée un mois plus tard. Elle se rend avec eux à Vientiane où sa famille est de nouveau arrêtée et emprisonnée « à une très courte distance de l'ambassade de Corée du Sud ». Pendant presque cinquante jours, Lee va et vient entre le bureau de l'immigration et l'agence de police, « essayant désespérément de faire sortir ma famille… mais je n'avais pas assez d'argent pour corrompre les policiers. J'ai perdu tout espoir ».
Cependant, un étranger anglophone lui a demandé ce qui lui arrivait et elle lui a expliqué sa situation, dans un anglais approximatif et en s'aidant d'un dictionnaire. « L'homme s'est rendu au distributeur et a payé le reste de l'argent pour ma famille et deux autres Nord-coréens pour sortir de prison ». Quand elle lui a demandé pourquoi il avait fait cela, il a répondu : « Je ne vous aide pas vous… J'aide le peuple de Corée du Nord ». Lee décrit cela comme un « moment symbolique dans ma vie », cet homme étant le symbole d'un « nouvel espoir pour moi et les Nord-coréens… Il m'a montré que la gentillesse des étrangers et le soutien de la communauté internationale sont vraiment les rayons d'espoir dont le peuple de Corée du Nord a besoin ». « Ma vision du monde a changé et j'ai réalisé qu'il y avait de bonnes personnes dans le monde. J'ai aussi réalisé à quel point la vie est précieuse ». Très vite, sa famille s'est installée en Corée du Sud.

## Vie actuelle
En 2011, Lee écrit qu'elle a appris l'anglais « pour aider mes projets », notant que pour les Nord-coréens « les lacunes en anglais sont un handicap » sur le marché du travail. En Chine, elle avait consacré beaucoup de son temps à apprendre le chinois, mais « n'a jamais pensé que je pourrais avoir autant de stress sur la langue en Corée du Sud ». Elle a également travaillé à temps partiel et « a pris des cours de comptabilité de différents instituts pour obtenir les qualifications nécessaires pour travailler ». En 2011, Elle est « admise à la faculté de chinois de l'université Hankuk des études étrangères (par admission spéciale). Elle choisit cette langue en espérant prendre part à la croissance des échanges commerciaux avec la Chine ».
Elle écrit qu'elle a également travaillé au ministère de l'Unification comme étudiante en journalisme avec des collègues étudiants sud-coréens. Elle écrit aussi des articles sur les possibles réunifications entre la Corée du Nord et du Sud. De plus, elle est l'un des 50 étudiants sortis de Corée du Nord choisis pour un programme d'apprentissage de l'anglais financé par l'ambassade britannique de Séoul « qui m'a aidé à poursuivre l'étude de l'anglais ».
Elle fait également du bénévolat « par reconnaissance pour toute l'aide que j'ai reçue depuis que je suis ici et dans l'espoir de rendre la pareille à d'autres personnes dans le besoin ». En mai 2014, Lee est toujours étudiante à l'université Hankuk et travaille comme étudiante journaliste au ministère de la Réunification.

### Activisme
Lee a raconté son histoire lors d'une conférence TED à Long Beach, en février 2013. La vidéo YouTube a été visionnée plus de 8 millions de fois.
En mai 2013, Lee apparaît à la télévision australienne avec l'étranger qui l'avait aidé à Vientiane en 2009, l'Australien Dick Stolp : « Je ne suis pas une héroïne, mais je dis que lui est un héros moderne ». Stolp a répondu : « Vous aidez quelqu'un un petit peu et cela se répand vers d'autres personnes ». Elle est aussi passée à la BBC, CNN, CBS News, entre autres.
Elle a discouru au forum de la liberté d'Oslo (en) en mai 2014.
En 2015, elle a publié «La Fille aux sept noms» où elle raconte son histoire. 